# Litewska Formuła 2000
Litewska Formuła 2000 – cykliczne wyścigi samochodowe rozgrywane na Litwie w ramach mistrzostw kraju.

## Historia
Do 1993 roku w ramach mistrzostw Litwy kierowcy chcący rywalizować formułami mogli ścigać się w ramach Formuły 1600. W latach 1994–1995 nie organizowano żadnych imprez tego typu, a w sezonie 1996 zainaugurowano rywalizację samochodów o pojemności silników do dwóch litrów. Pierwszym mistrzem został Sergejus Mironenko, jednakże sklasyfikowano wówczas zaledwie dwóch kierowców. W latach 1997–1998 mistrzostwo zdobył Darius Jonušis.
Po 1998 roku zaprzestano na Litwie organizacji wyścigów dwulitrowych formuł, zastępując je w 1999 roku klasą E-1400, a rok później reaktywując Formułę 1600. Od 2001 roku w kraju rozgrywano mistrzostwa Formuły Baltic.

## Mistrzowie
| Sezon | Kierowca           | Zespół       | Samochód |
| ----- | ------------------ | ------------ | -------- |
| 1996  | Sergejus Mironenko | Autotechnika |          |
| 1997  | Darius Jonušis     | Promosportas |          |
| 1998  | Darius Jonušis     | Promosportas |          |